# Nizozemský královský rod
V Nizozemském království je monarchie ústavním úřadem a je řízena nizozemskou ústavou. Rozlišuje se mezi členy královské rodiny a členy královského rodu.
Královský rod a rodina jsou rod Oranžsko-Nasavských.

## Členství
Podle zákona o členství v královském rodu, který byl revidován v roce 2002, jsou členy královského rodu:
- panovník (král nebo královna) jako hlava královského rodu
- členové královské rodiny v linii následnictví nizozemského trůnu, ale toto je omezeno na dva stupně příbuznosti od současného panovníka (první stupeň jsou rodiče a druhý stupeň jsou sourozenci)
- následník trůnu
- bývalý monarcha (při abdikaci)
- členové královského rodu dalších stupňů příbuznosti, pokud již byli členy královského rodu před revizí zákona v roce 2002, byli v té době dospělí a zůstali v přímé linii následnictví
- manželé výše uvedených
- vdovy a vdovci po výše uvedených, za předpokladu, že se znovu nevdají a že jejich manželé by na členství stále měli nárok, kdyby byli ještě naživu.

### Stávající členové
- Král (král Vilém-Alexandr Nizozemský), současná hlava královského rodu, nejstarší dítě královny Beatrix
- Královna (královna Máxima), manželka krále
  - Princezna Oranžská (Catharina-Amalia), nejstarší dítě krále a královny
  - Princezna Alexia, prostřední dítě krále a královny
  - Princezna Ariane, nejmladší dítě krále a královny

Princezna Beatrix, dříve královna Beatrix
- Princ Constantijn, třetí a nejmladší dítě královny Beatrix a prince Clause
- Princezna Laurentien, manželka prince Constantijna

Princezna Margriet, sestra královny Beatrix; při revizi zákona ji byla udělena výjimka
Pieter van Vollenhoven, manžel princezny Margriet

### Ztráta členství
Členství zanikne, dojde-li ke ztrátě práva nastoupit na nizozemský trůn, např. sňatkem bez souhlasu parlamentu. To se týkalo několika členů královské rodiny:
- v roce 1964 se princezna Irene provdala za vévodu Karla Huga Parmského
- v roce 1975 se princezna Christina provdala za Jorge Guillerma
- v roce 2004 se princ Friso oženil s Mabel Wisse Smit; vláda odmítla požádat o oficiální parlamentní povolení k uzavření manželství
- v roce 2005 se princ Pieter-Christiaan oženil s Anitou van Eijk
- v roce 2005 se princ Floris oženil s Aimée Söhngenovou

Členství navíc zanikne, když osoba, která byla dříve členem, ztratí své přímé právo na dědictví, protože již není s panovníkem příbuzná do tří stupňů příbuznosti. Když v roce 2013 nastoupil na trůn král Vilém-Alexandr, platilo to pro:
- Princ Maurits a jeho manželka princezna Marilène
- Princ Bernhard a jeho manželka princezna Annette

Členství zaniká také osobám, které jsou stále v přímé linii nástupnictví, ale již nejsou příbuzné se současným panovníkem do dvou stupňů příbuznosti. Když v roce 2013 nastoupil na trůn král Vilém-Alexandr, platilo to pro:
- Hraběnka Eloise Oranžsko-Nasavská van Amsberg
- Hrabě Claus-Casimir Oranžsko-Nasavský van Amsberg
- Hraběnka Leonore Oranžsko-Nasavská van Amsberg

Všechny děti prince Constantijna a princezny Laurentien.